# ネブラスカ (原子力潜水艦)
|          |                                                                 |
| 艦歴     |                                                                 |
| 発注     | 1987年5月26日                                                   |
| 起工     | 1987年7月6日                                                    |
| 進水     | 1992年8月15日                                                   |
| 就役     | 1993年7月10日                                                   |
| その後   | 就役中                                                          |
| 母港     | ワシントン州バンゴール                                          |
| 性能諸元 |                                                                 |
| 排水量   | 水上：16,765 トン 水中：18,750 トン                             |
| 全長     | 170.69 m (560 ft)                                               |
| 全幅     | 12.8 m (42 ft)                                                  |
| 喫水     | 11.5 m (38 ft)                                                  |
| 最大速   | 20ノット以上 (37+ km/h)                                         |
| 潜行深度 |                                                                 |
| 機関     | S8G reactor 1基                                                 |
| 乗員     | 士官13名、兵員140名                                             |
| 兵装     | 21インチ魚雷発射管4門 Mk-48魚雷 トライデント II弾道ミサイル24発 |
| モットー | Defensor Pacis                                                  |
| 愛称     | Big Red                                                         |
|          |                                                                 |

ネブラスカ (USS Nebraska, SSBN-739) は、アメリカ海軍のオハイオ級原子力潜水艦の14番艦。艦名はネブラスカ州に因んで命名された。その名を持つ艦としてはバージニア級戦艦2番艦(BB-14)以来2隻目。

## 艦歴
ネブラスカの建造は1987年5月26日にコネチカット州グロトンのジェネラル・ダイナミクス・エレクトリック・ボート社に発注され、1987年7月6日に起工した。1992年8月15日にキャロル・ラクソルト（上院議員ポール・ラクソルトの妻）によって命名、進水する。1993年6月18日に海軍に引き渡され、1993年7月10日に就役した。
ネブラスカはトライデント潜水艦発射弾道ミサイルを発射可能な弾道ミサイル潜水艦である。「ビッグ・レッド」の愛称で呼ばれ、ネブラスカ大学の愛称と同一である。
ネブラスカは就役後ジョージア州キングスベイの第10潜水艦部隊に配属されたが、2004年10月1日にワシントン州バンゴールへ転属した。本艦はダグラス・C・ウォーラーによって『Big Red: three months on board a Trident nuclear submarine』として詳述された。
ディスカバリーチャンネルの「原潜特集」で、密着取材を受けている。